# Amban

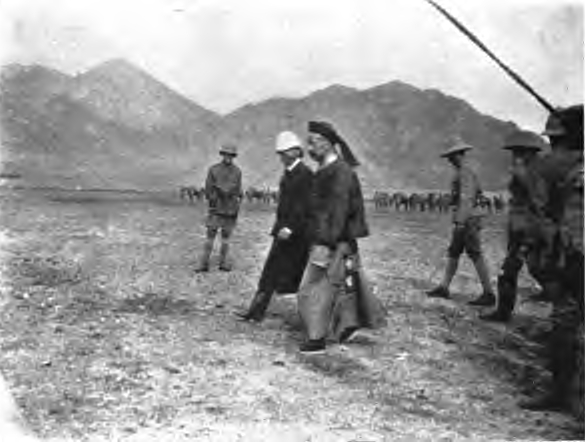
Youtai, l'Amban di Lhasa, e il colonnello Francis Younghusband

Amban è una parola manciù che significa "alto funzionario", che corrisponde ad una serie di diversi titoli ufficiali del Governo imperiale Qing.
I membri del Gran consiglio sono chiamati anche Coohai nashūn-i amban (), mentre i viceré in Manchu and Qing Uheri kadalara amban ().